# Драга

Драга.JPG

Драга (англ. dredge, нім. Schwimmbagger m) — плавуча технологічна установка з видобувним та збагачувальним устаткуванням, за допомогою якої з-під шару води видобувають корисні копалини.

## Види та принцип роботи
Є драги одно- і багаточерпакові, гідро- і пневмовсмоктуючі. Одержуваний чорновий колективний концентрат направляють на берегову збагачувальну фабрику для доводки.
Сучасні драги поділяються на два класи — континентальні і морські. Перші призначені для розробки материкових розсипів, звичайно приурочених до зони поширення сучасних або древніх (похованих) річкових систем. Вони монтуються, як правило, на плоскодонному судні (понтоні). Морські драги використовуються для розробки розсипних або пухких осадових родовищ, що залягають в прибережній або глибинній зоні акваторій морів і великих озер. Такі драги звичайно монтуються на кільових самохідних або несамохідних суднах. Драги обох класів оснащують стаціонарним промивно-збагачувальним обладнанням (відсаджувальними машинами, шлюзами, ґвинтовими сепараторами), змонтованим безпосередньо на судні, або експлуатують їх у комплексі з береговою чи плаваючою збагачувальною установкою.
За можливою глибиною виїмки порід розрізняють драги неглибокого черпання (до 6 м), сер. глибини черпання (до 15 м), глибокого черпання (до 50 м) і надглибокого черпання (в Україні є технічні розробки драги, що забезпечують черпання на глибинах до 6 000 м на основі ерліфтів). За видом основного агрегату — черпакові, гідро- і пневмососні, ежекторні, ерліфтні. Раціональна область застосування драг: черпакових — на глибинах до 50 м; землесосних — 80 м; ерліфтних від 200 м і більше; ґрейферних — 250 м; драґлайнових і багаточерпакових канатно-ланцюгових — 1500 м; ежекторних з багатоступінчастим підйомом зануреними насосами — 4600 м. Продуктивність Д. досягає 500 т/год.

## Галерея

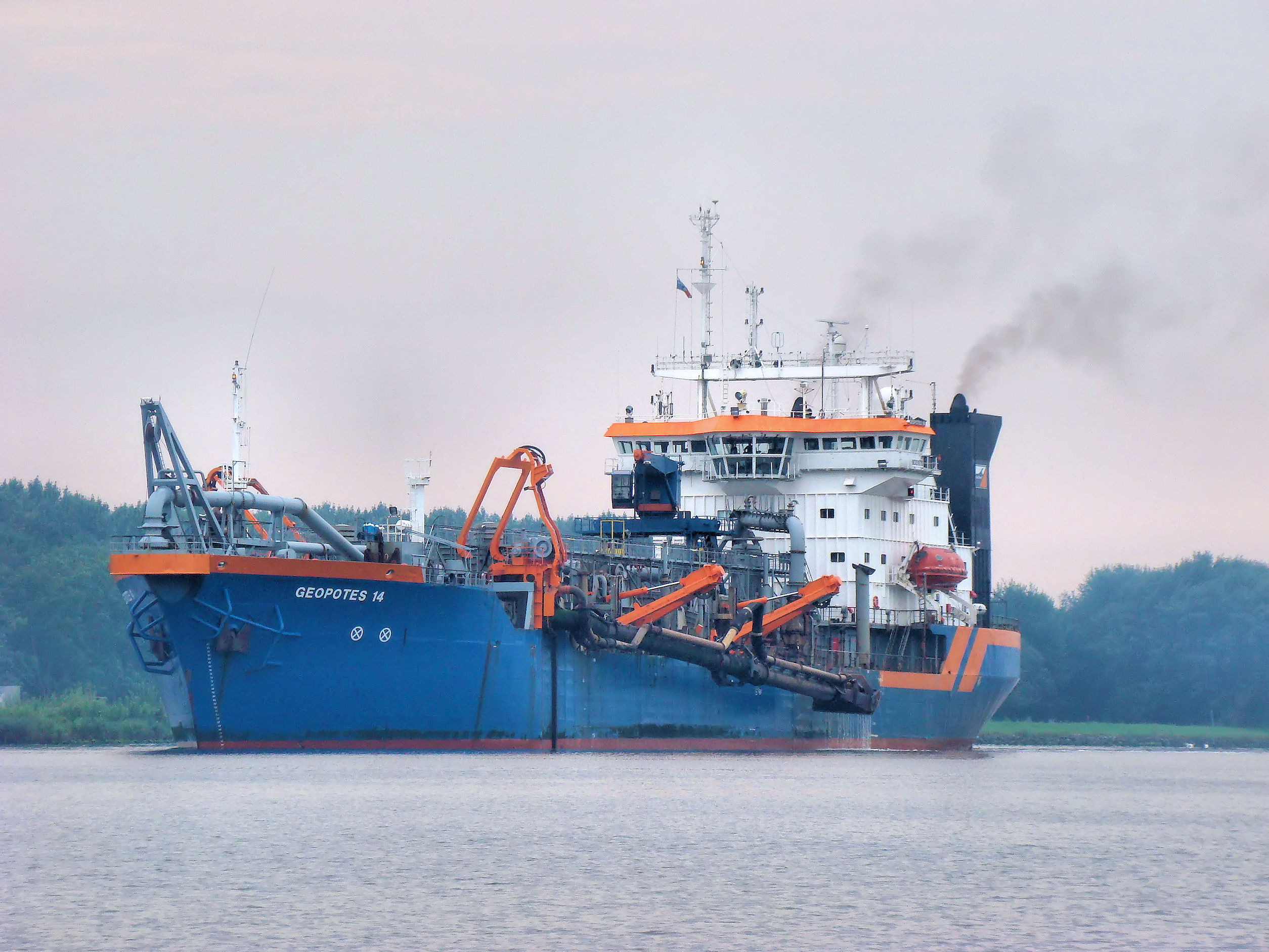
Драга Geopotes 14, яка пересувається по каналу в Нідерландах. (gēopotēs з грецької - "той, що п'є землю")
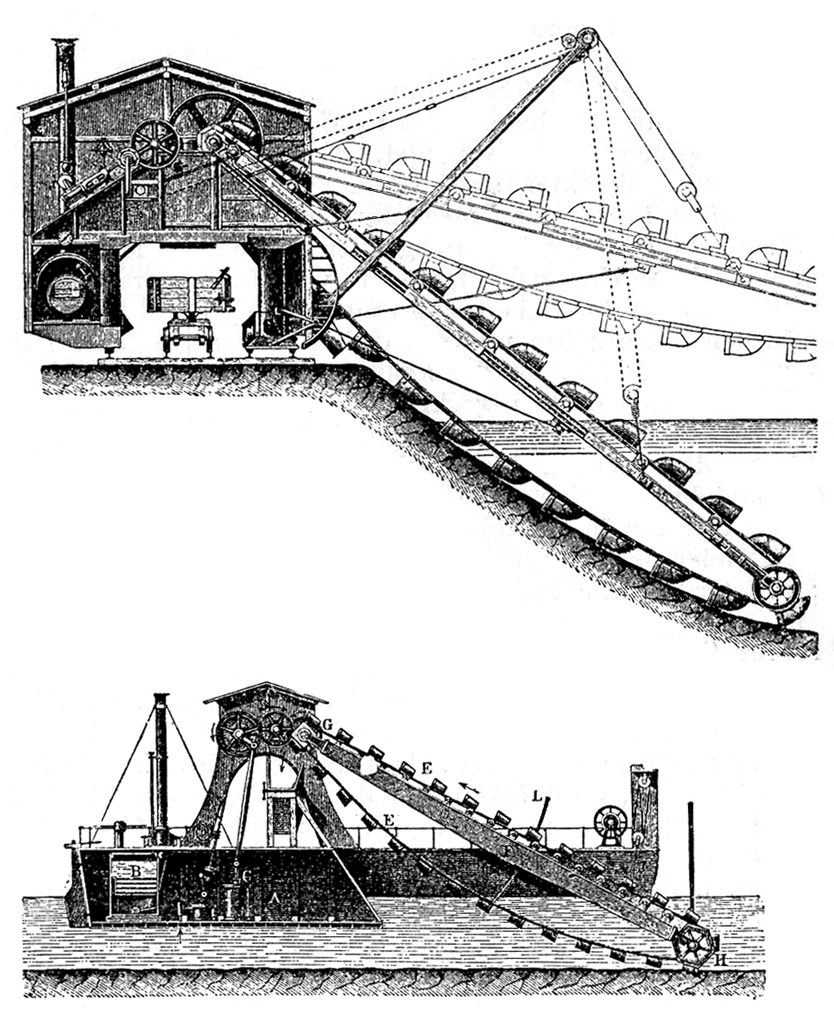
ківшова драга
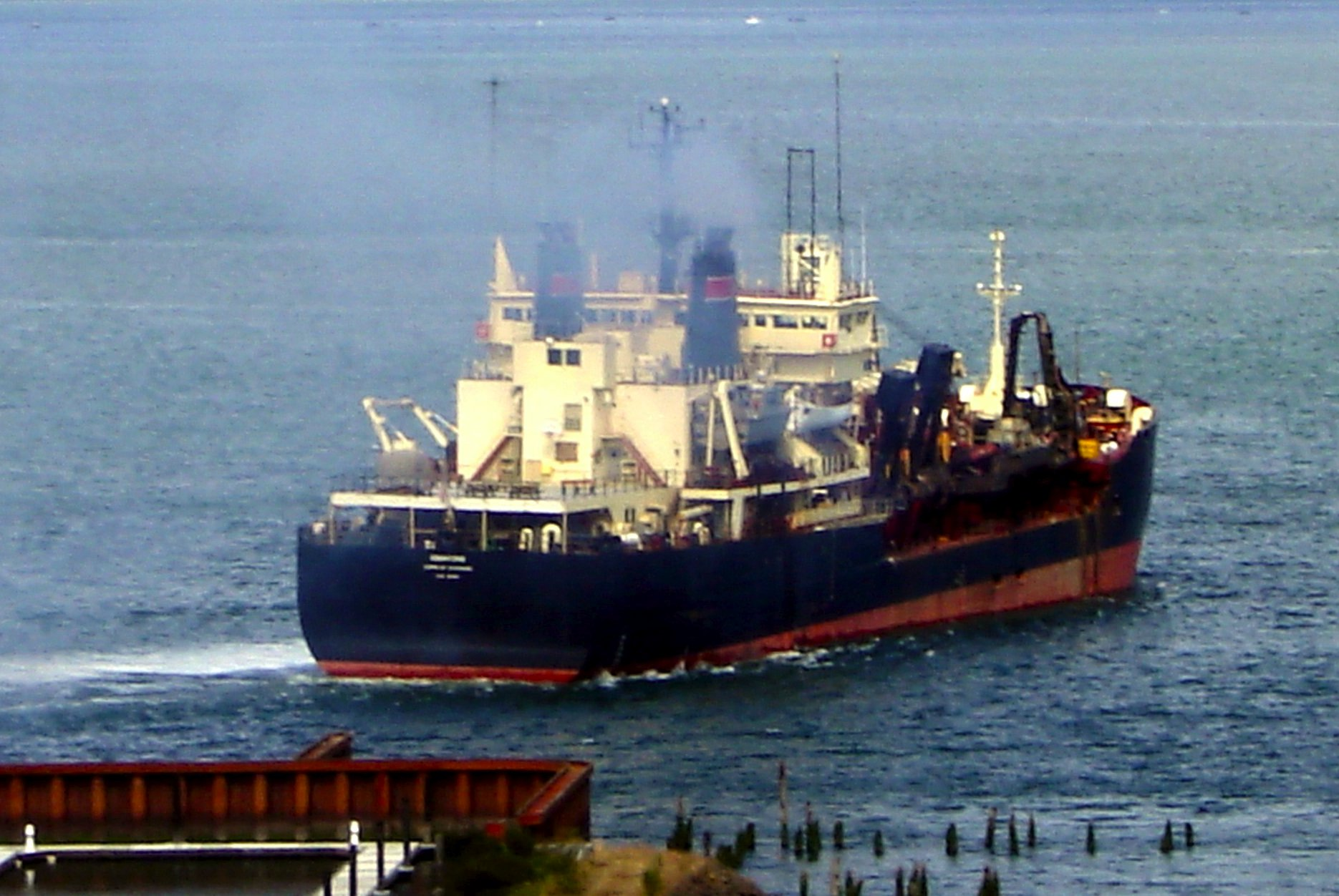
"Essayons"
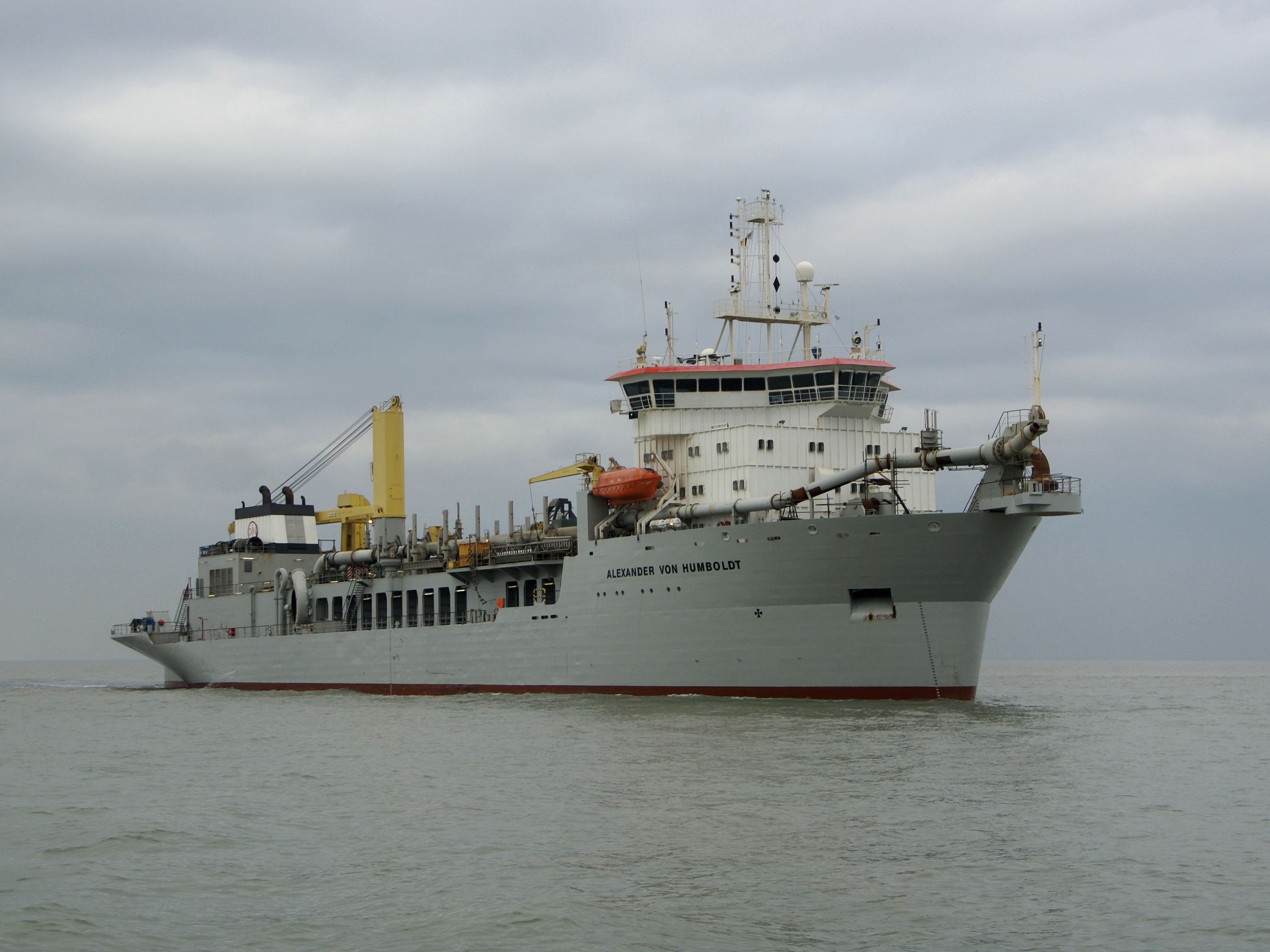
"Alexander von Humboldt" флоту Яна де Нуля
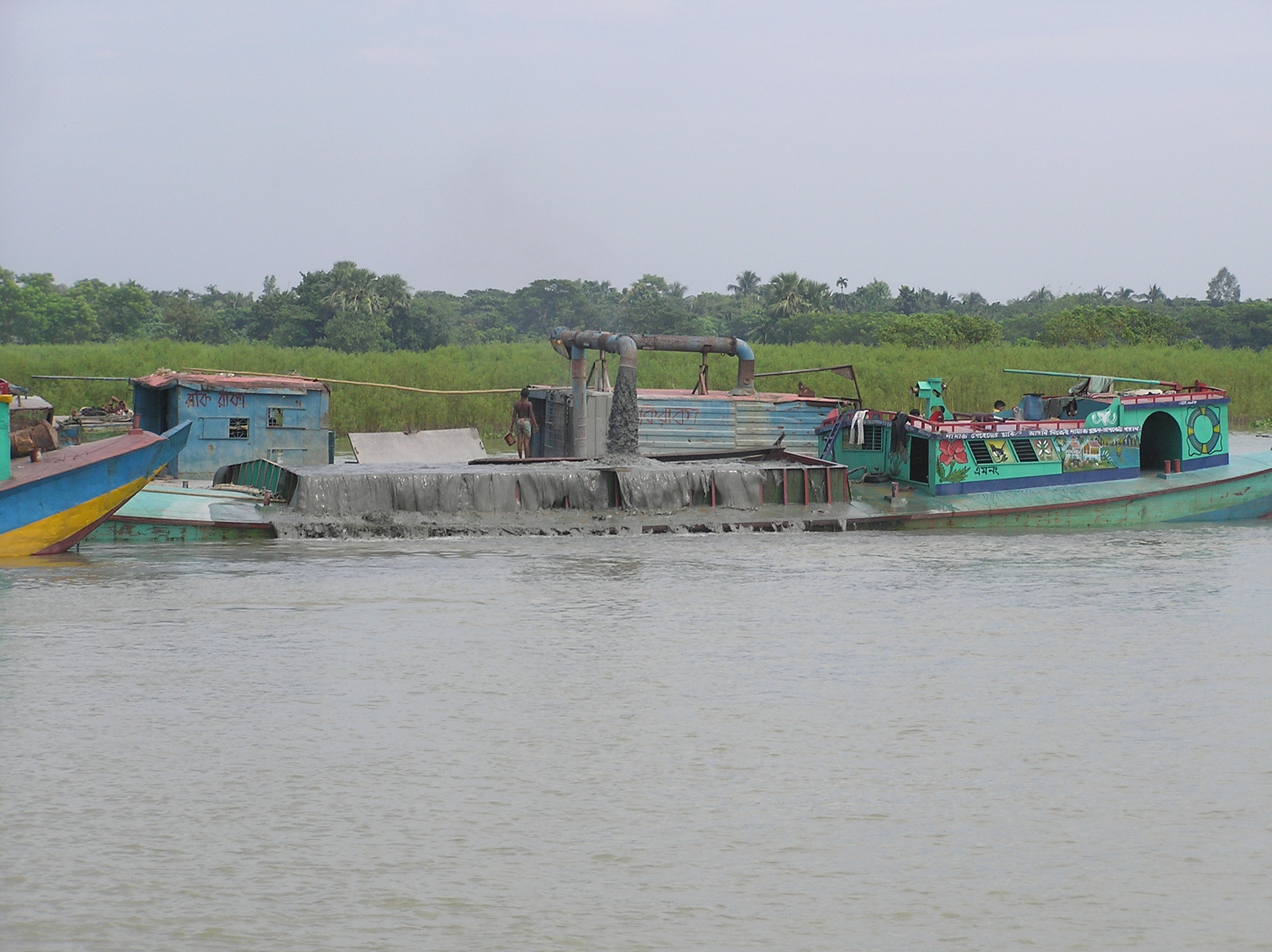
добування піску
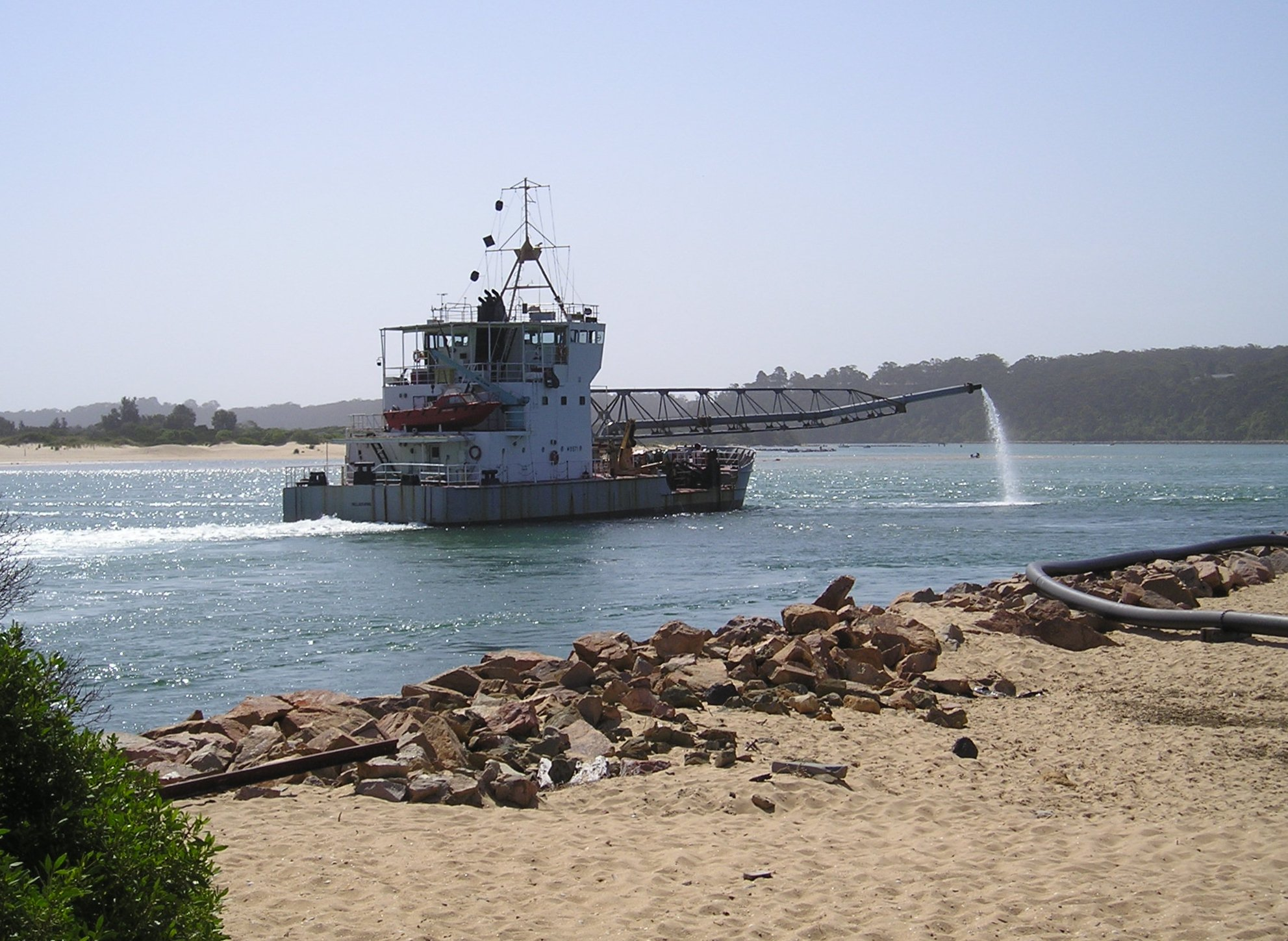
"April Hamer" біля Лейкс Ентранс, Вікторія, Австралія
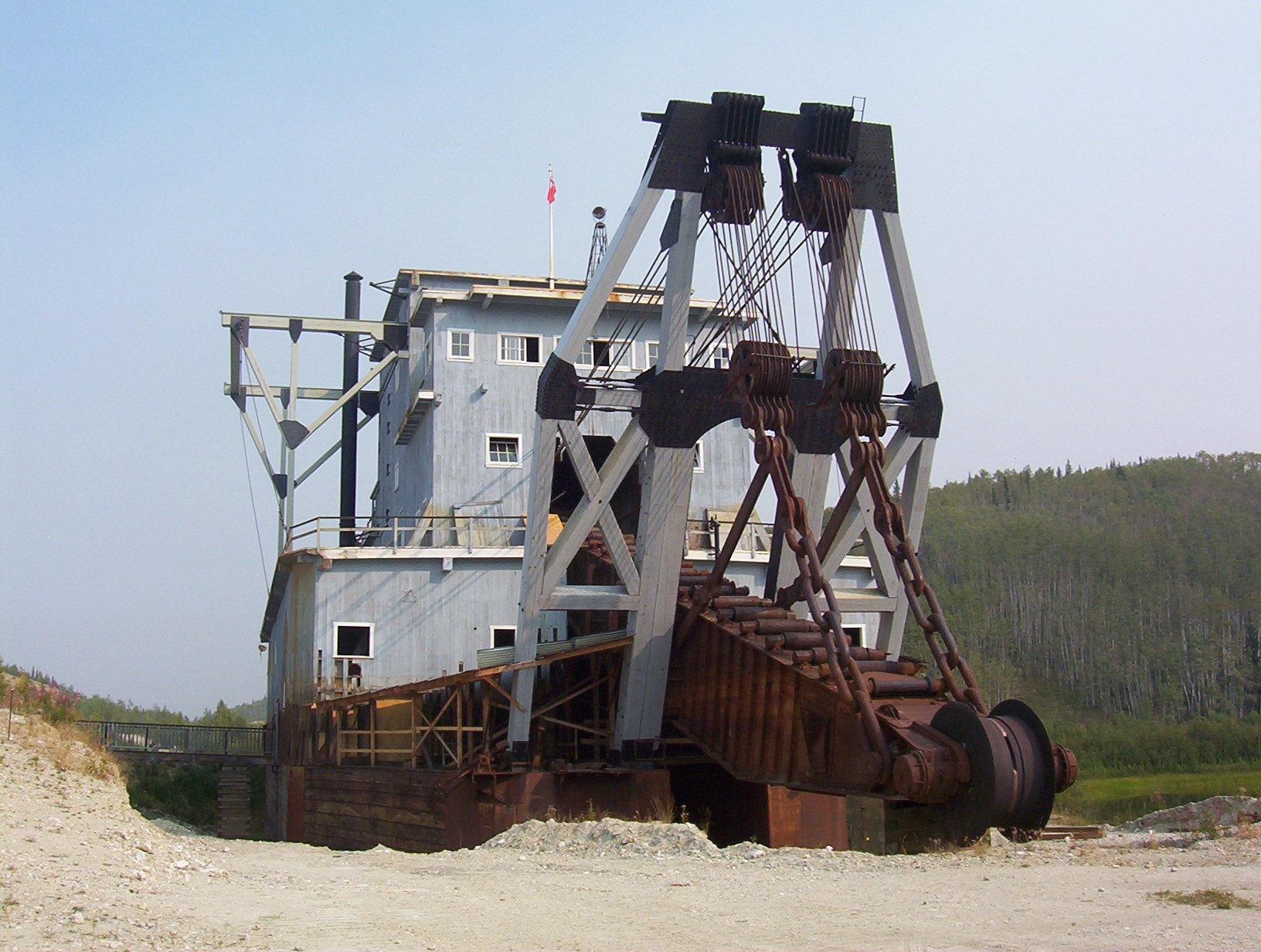
Ескаватор драги на Юконі.
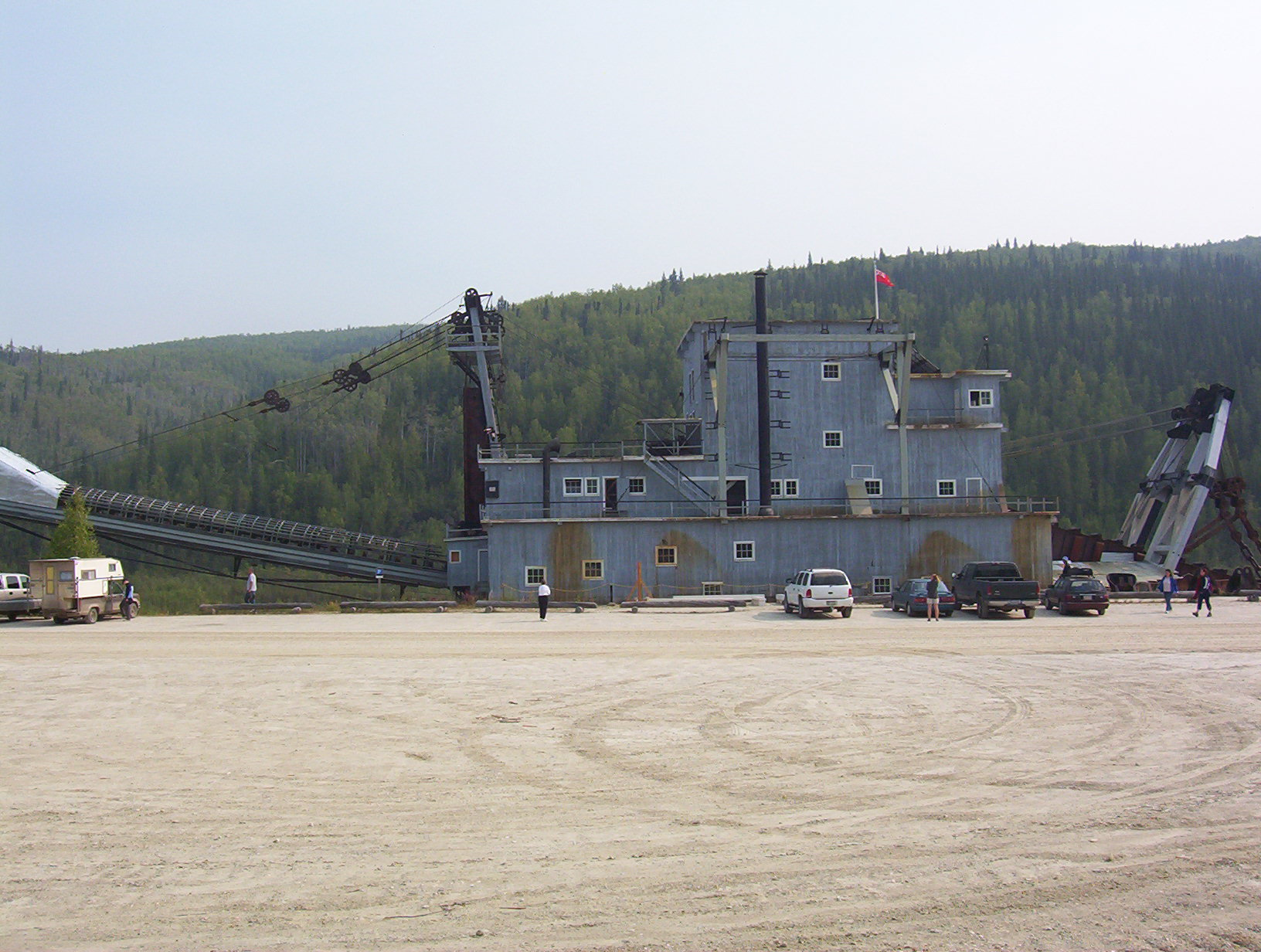
Вид в профіль тої самої юконської драги, пришвартованої до причальної стінки (зверніть увагу на розмір). Драга передає піднятий матеріал назад (зліва) на приймальне судно, напр.баржу